# Salikons rosor
Salikons rosor är en samling sagor av Astrid Lindgren som utkom 1967. Boken samlar två av Lindgrens tidigare novellsamlingar - Nils Karlsson Pyssling (ursprungligen utgiven 1949) och Sunnanäng (1959) - och inleds med det första kapitlet ur Mio, min Mio (1954).
Salikon är det hemliga ordet för rosenbuske i berättelsen Allrakäraste Syster.

## Innehåll
- Från Mio, min Mio
  - Kapitel Ett
- Från Nils Karlsson-Pyssling
  - Nils Karlsson-Pyssling
  - I skymningslandet
  - Peter och Petra
  - Lustig-gök
  - Mirabell
  - En natt i maj
  - Prinsessan som inte ville leka
  - Allrakäraste Syster
  - Ingen rövare finns i skogen
- Från Sunnanäng
  - Sunnanäng
  - Spelar min lind, sjunger min näktergal
  - Tu tu tu!
  - Junker Nils av Eka